# Kostel svaté Trojice (Palowice)
Kostel svaté Trojice (polsky: Kościół Trójcy Przenajświętszej) je dřevěný římskokatolický filiální kostel v obci Palowice v gmině Czerwionka-Leszczyny v okrese Rybnik ve  Slezském vojvodství v Polsku. Náleží pod katolickou farnost svaté Trojice v Palowicích děkanátu Orzesze arcidiecéze katovické. Kostel je zapsán ve vojvodském seznamu památek pod registračním číslem 563/66 z 5. února  1966 a je součástí Stezky dřevěné architektury ve Slezském vojvodství.

## Historie
Kostel byl postaven v roce 1594 a v roce 1606 byla dostavěna věž tesařem Janem Oźgem v Leszczynách. Stáří bylo doloženo dendrochronologickým průzkumem v roce 2016. Kostel byl opravován v 1884 a v 19. století byla přistavěna zděná sakristie.  Ve druhé polovině 20. století byl opuštěn a začal chátrat. Do Palowic byl přemístěn v roce 1981. Při jeho rekonstrukci v novém místě byla zničena polychromie z roku 1884, byla vyměněné boční přístavky a na místo původní zděné sakristie byla postavená dřevěná. V roce 1997 byla vedle kostela postavená samostatně stojící dřevěná zvonice. V letech 2017–2018 byl opravován.

## Architektura

### Exteriér
Kostel je jednolodní orientovaná dřevěná roubená stavba na půdorysu obdélníku na kamenné podezdívce. Kněžiště je užší něž loď na půdorysu obdélníku a sakristií na jižním boku. Přisazená dřevěná věž je štenýřové konstrukce se sbíhajícími se stěnami a zvonovým patrem, který je zakončen stanovou střechou. Kostel je zastřešen dvou hřebenovou šindelovou sedlovou střechou. Na hřebeni lodi je čtyřboký sanktusník s kuželovou střechou. Boční vchod vede přes přístavek, druhý vede podvěžím. Vchodové přístavky – předsíně jsou štenýřové konstrukce. Kolem kostela je šindelové zastřešení otevřených sobot. Stěny kostela jsou kryté šindelem nad sobotami. Přístavky a stěny pod přístřeším je bedněné. 

### Interiér
Stropy jsou ploché, vnitřní stěny jsou táflovány deskami bez výmalby. V západní části je kruchta podepřená dvěma sloupy a replikou prospektu (původní pocházel z roku 1845 od varhanáře Jana Hawla) s elektronickými varhany. Hlavní oltář je pozdně renesanční z poloviny 17. století s obrazem svaté Trojice z roku 1898 a sochami svatého Bartoloměje, Petra a Pavla a Michala archanděla. Ambon pochází z 17. století. Výzdobu doplňuje lidové řezbářství soudobého řezbáře Alfreda Buchty. 

## Galerie

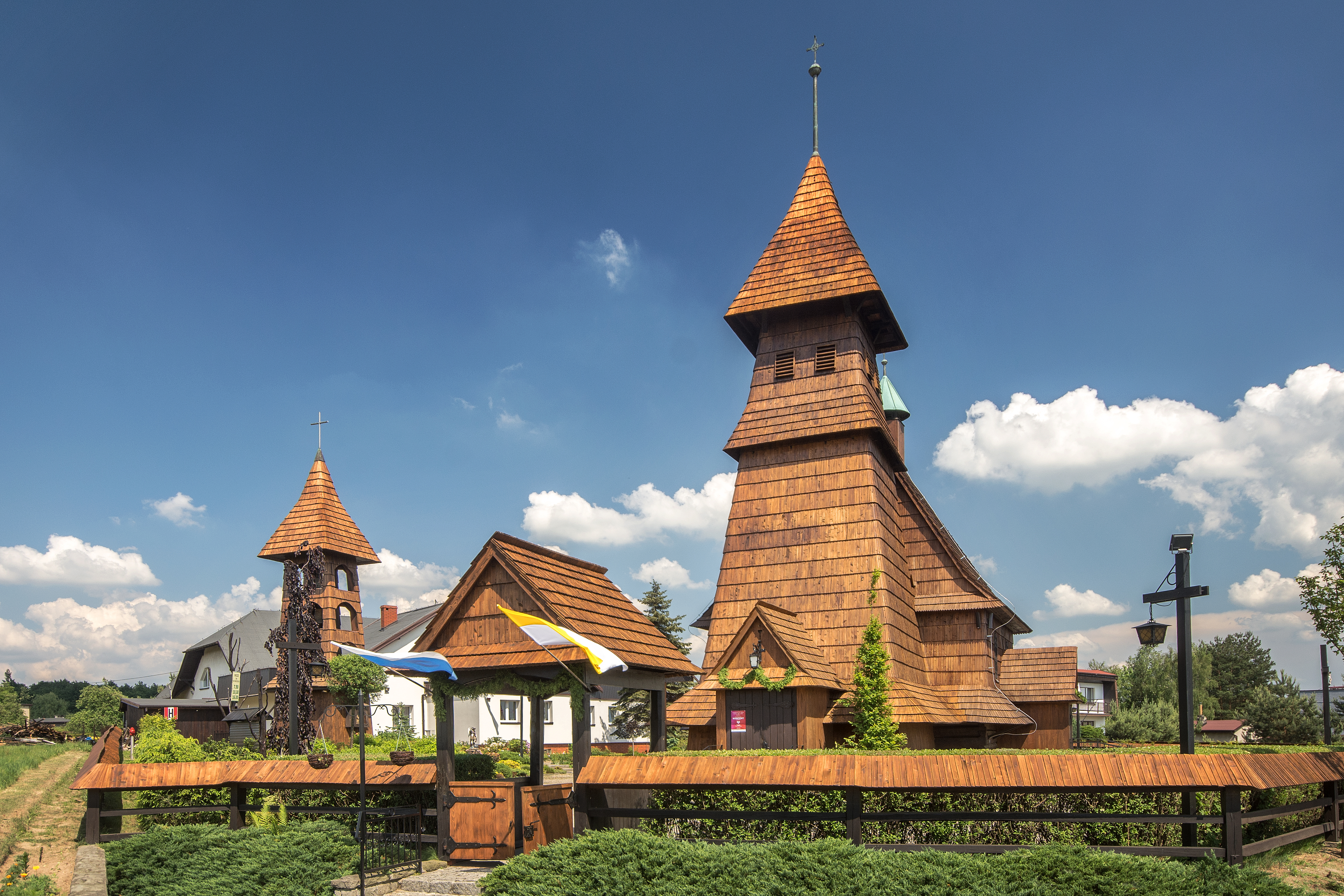
Areál kostela
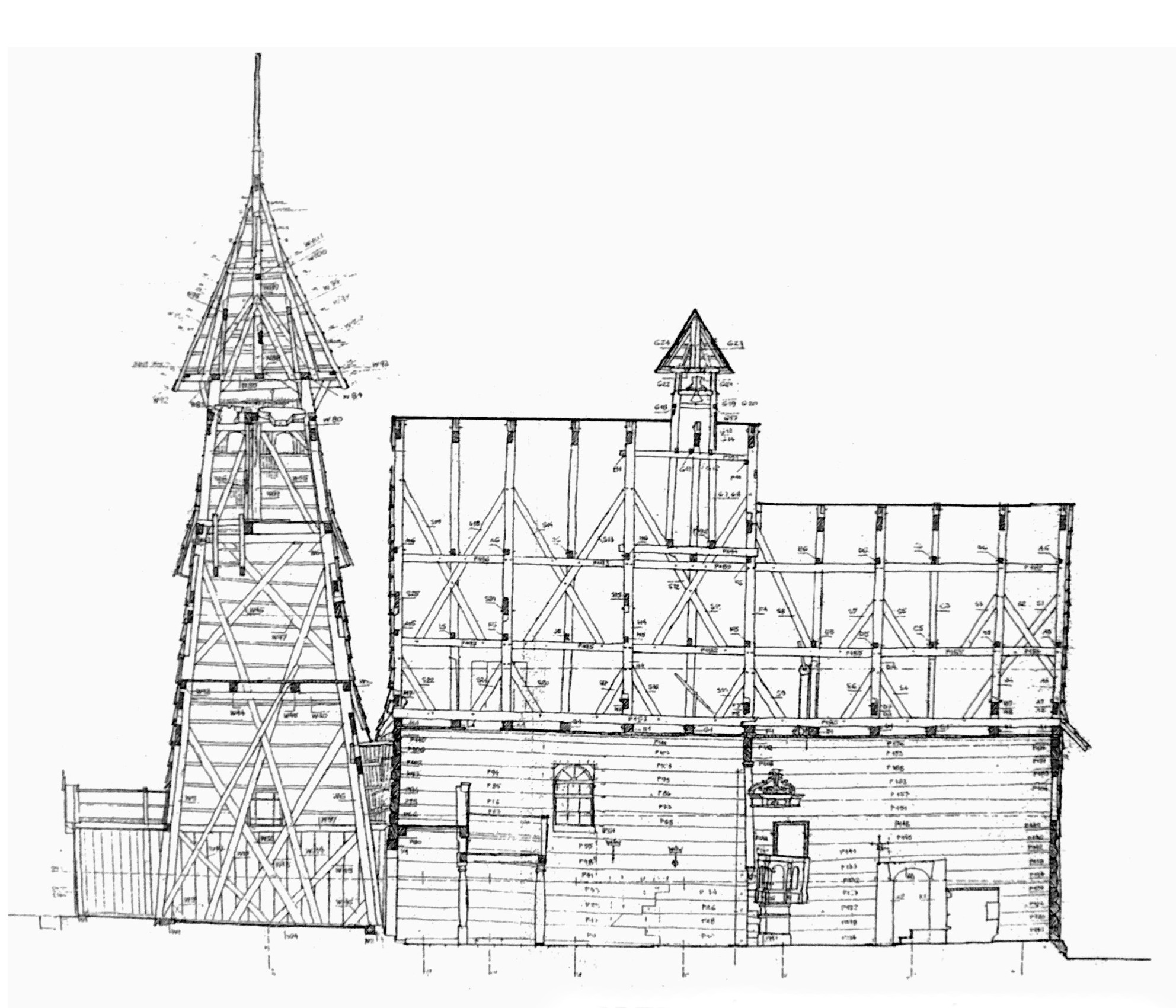
Kostel před přenesením na nové místo
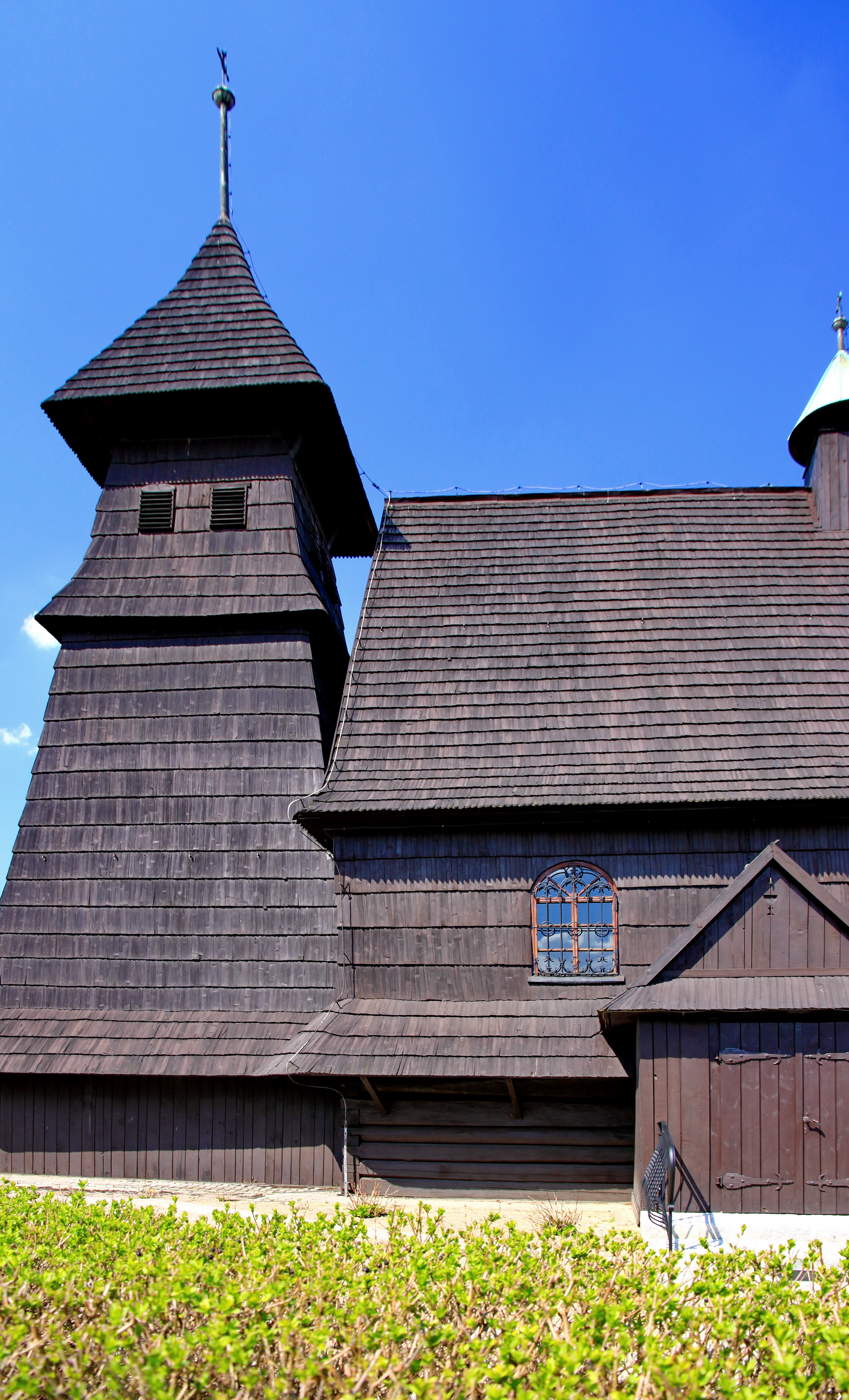
Propojení věže s lodí kostela
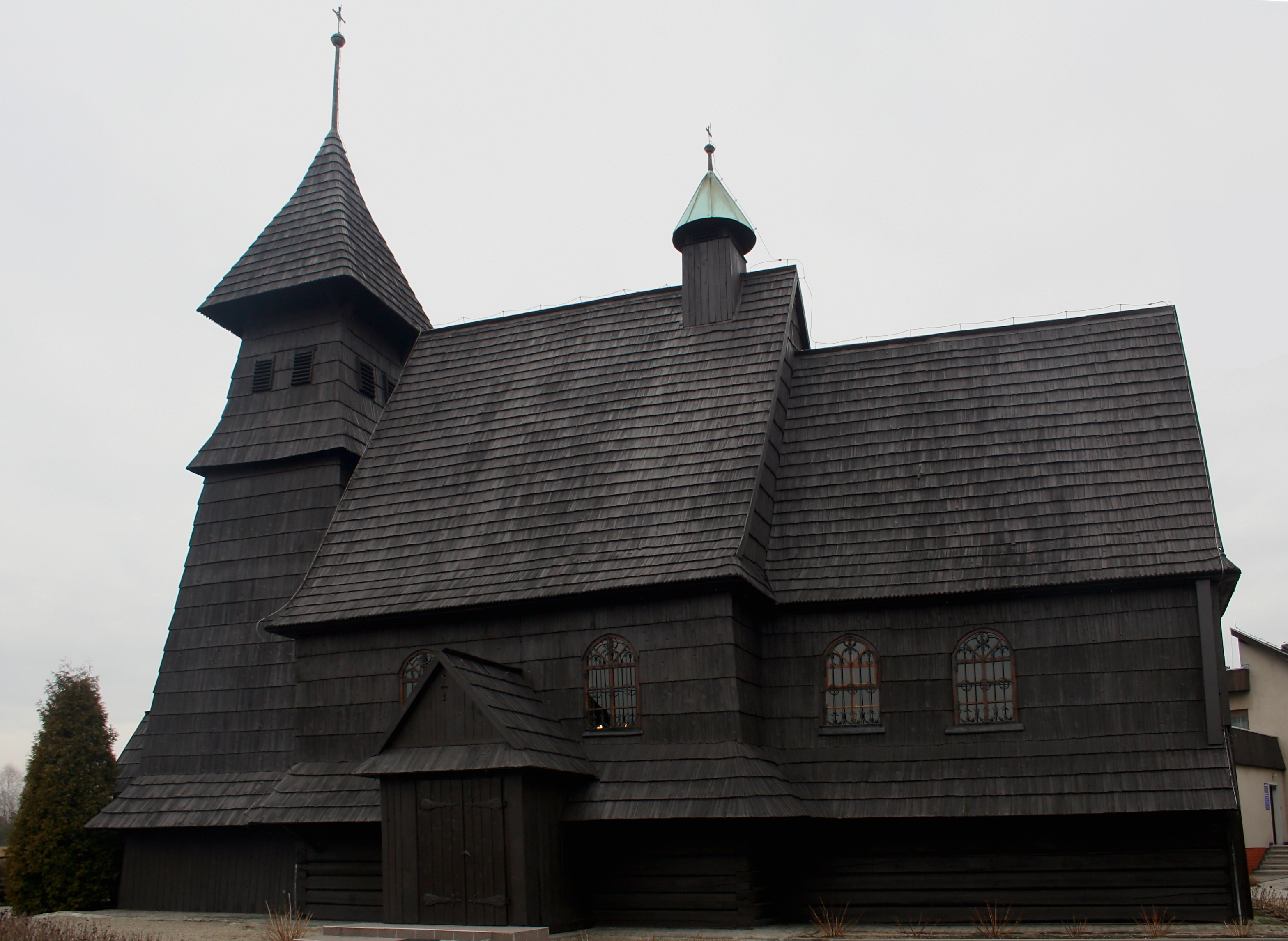
Jižní strana kostela
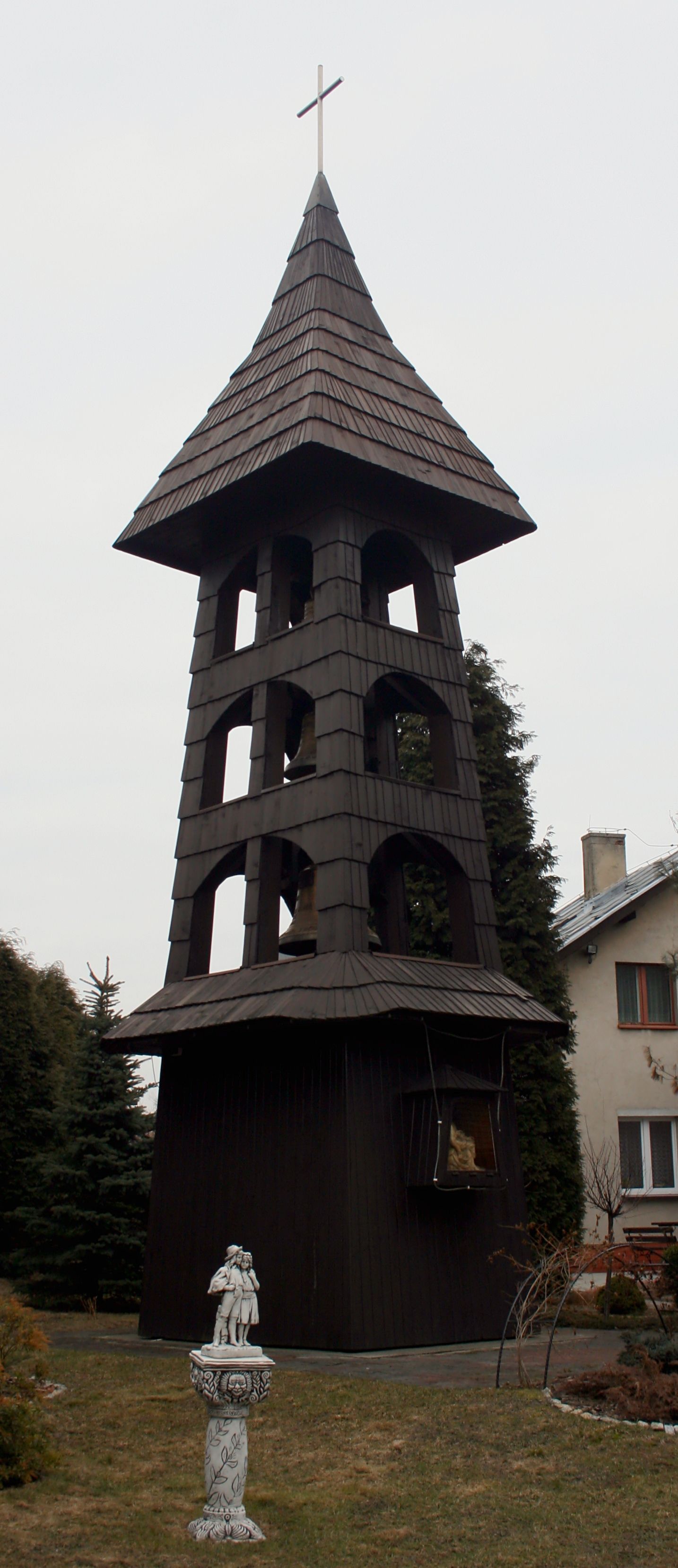
Zvonice z roku 1997